# Shangzhuang, Anhui
Shangzhuang är en köping i östra Kina. Den ligger i Jixi härad i staden Xuancheng i provinsen Anhui, omkring 220 kilometer sydost om provinshuvudstaden Hefei. Antalet invånare är 11 609. Befolkningen består av 5 740 kvinnor och 5 869 män. Barn under 15 år utgör 12,0 %, vuxna 15-64 år 72 %, och äldre över 65 år 15,0 %.